# Alsónádasd
Alsónádasd (románul: Nădăștia de Jos), település Romániában, Erdélyben, Hunyad megyében.

## Fekvése
Pusztakalántól nyugatra fekvő település.

## Története
Alsónádasd, Nádasd nevét 1419-ben említette először oklevél kenesii de p-e regali Nadasd formában.
1453-ban Also Nadasd, 1458-ban p. Nadasd, 1511-ben  Nadas, 1733-ban Alsó-Nádasd, 1750-ben Al(só) Nedestie, 1808-ban Nádasd (Alsó-), 1913-ban Alsónádasd névn írták.
1511-ben Nadas néven részben Déva vár, majd Hunyadváré, részben pedig Nádasdi Ungor-birtok volt.
A trianoni békeszerződés előtt Hunyad vármegye Vajdahunyadi járásához tartozott.
1910-ben 654 lakosából 17 magyar, 629 román volt. Ebből 16 református, 637 görögkeleti ortodox volt.

## Források

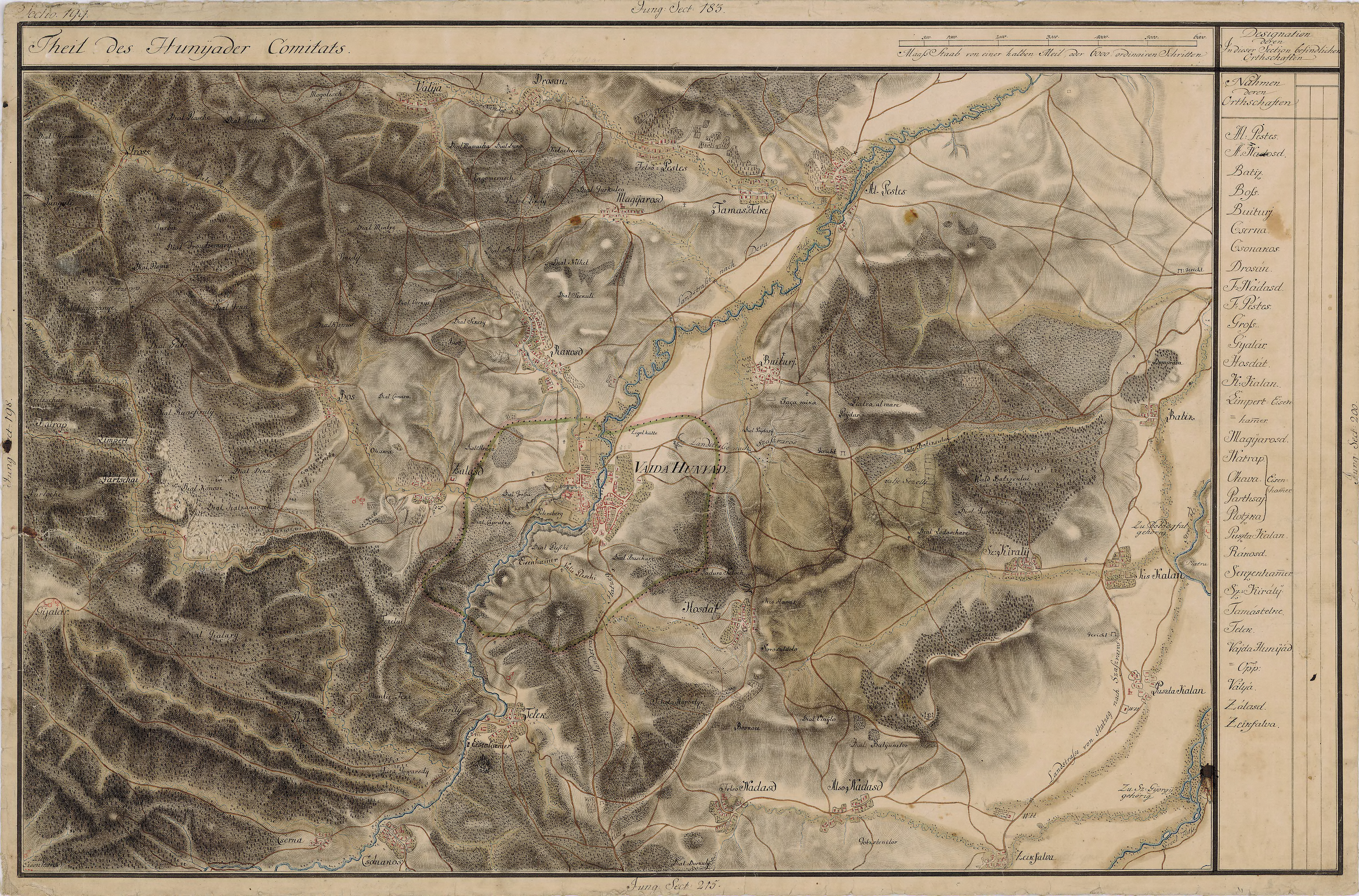
Alsónádasd egy régi térképen